# Kōtetsu
El Kōtetsu (甲 鉄, Blindat), després rebatejat Azuma (东, Est), va ser el primer cuirassat de tipus ironclad de l'Armada Imperial Japonesa.
Va ser construït a França en 1864 per l'Armada dels Estats Confederats com CSS Stonewall, i comprat a l'Armada dels Estats Units al febrer de 1869. Era un ironclad amb esperó. Va tenir un paper decisiu en la batalla naval de la badia de Hakodate al maig de 1869, que va marcar el final de la guerra Boshin i el complet establiment de la restauració Meiji.
El seu vaixell bessó Cheops ser venut a la marina prussiana, convertint-se en el Prinz Adalbert.